# Bureau Kruislaan
Bureau Kruislaan is een Nederlandse politieserie van de VARA die oorspronkelijk werd uitgezonden van 1992 tot 1995.

## De serie
Bureau Kruislaan richtte zich op de dagelijkse beslommeringen van een politiebureau in de Amsterdamse wijk Blauwe Zand in Amsterdam-Noord. De Britse serie The Bill diende als basis voor Bureau Kruislaan. De originele scenario's werden vertaald en herschreven door Felix Thijssen en Simon de Waal, die later ook verantwoordelijk zouden zijn voor de scripts van Unit 13. Hoofdrolspelers waren onder anderen Peter Tuinman, Frederik de Groot, Lieneke le Roux en Kees Coolen.
Bureau Kruislaan werd geproduceerd door Endemol in opdracht van VARA, maar er ontstond een conflict tijdens de onderhandelingen in 1994 tussen het omroepbestuur en de producent. Dit had het stopzetten van de serie na het tweede seizoen tot gevolg. VARA besloot voortaan zelf politieseries te maken in plaats van het uit te besteden aan andere partijen. Het eerste resultaat was één seizoen van Kats & Co. In 1995 werden er plannen gemaakt voor Unit 13, de serie waar René Lobo, Peter Tuinman en Frederik de Groot in terugkeerden.
De serie kende twee seizoenen met in totaal 39 afleveringen. De afleveringen van het eerste seizoen (1992-1993) duurden ca. 25 minuten per aflevering, de afleveringen van het tweede seizoen (1995) ongeveer 45 minuten.
In februari 2009 werd het eerste seizoen met 26 afleveringen op dvd uitgebracht. Het tweede seizoen met de resterende dertien afleveringen volgde in januari 2010. In 1995 werd de serie genomineerd voor de Gouden TeleVizier Ring.

## Rolverdeling
| Acteur              | Personage                     | Opmerkingen |
| ------------------- | ----------------------------- | ----------- |
| René Lobo           | Adjudant Bob Voskuil          |             |
| Peter Tuinman       | Inspecteur Theo Brandsma      |             |
| Frederik de Groot   | Rechercheur Guus Bals         |             |
| Frank Schaafsma     | Agent Ron Smit                |             |
| Arthur Boni         | Brigadier Tom Panhuis         |             |
| Eric van Sauers     | Agent Marius Hoefdraad        |             |
| Kees Coolen         | Hoofdinspecteur Thomas Keizer |             |
| Dorijn Curvers      | Hoofdagent Lucy Akkermans     |             |
| Margo Dames         | Agent Mary Meijer             |             |
| Thijs Feenstra      | Hoofdagent Piet Haarman       |             |
| Guus van der Made   | Rechercheur Jaap Snijders     | Seizoen 1   |
| Jan Elbertse        | Brigadier Alex Peters         | Seizoen 1   |
| Lieneke le Roux     | Inspecteur Christine Verwey   | Seizoen 1   |
| Marcel Musters      | Rechercheur Mark van Houten   |             |
| Ryan van den Akker  | Agent Jenny Brink             |             |
| Mary-Lou van Stenis | Inspecteur Anna Geerigs       | Seizoen 2   |
| Norbert Kaart       | Rechercheur Roel Giessen      | Seizoen 2   |

### Bijrollen
| Acteur              | Personage                     | Opmerkingen |
| ------------------- | ----------------------------- | ----------- |
| Ergun Simsek        | Agent Iso Gürbüz              |             |
| Joke Hoolboom       | Suzy Smulders                 |             |
| Barbara Gozens      | Thea Montijn                  | Seizoen 2   |
| Joop van de Donk    | Gerard Akkermans              |             |
| Natasja Goedermans  | Lettie Hoefdraad              |             |
| Daniëlla Mercelina  | Bobbie Lanser                 |             |
| Jos Jonkers         | Agent Teddy Egbers            | Seizoen 1   |
| Guus Dam            | Hoofdagent Richard de Haas    | Seizoen 1   |
| Arie Kant           | Dirk Schouten                 | Seizoen 2   |
| Hans Heerschop      | Niels Brandsma                | Seizoen 2   |
| Barbara Feldbrugge  | Monika de Klerk               | Seizoen 2   |
| Mimoun Oaïssa       | Volkan Öksal                  | Seizoen 2   |
| Joop van der Linden | Inspecteur Wolters            | Seizoen 2   |
| Mike Ho Sam Sooi    | Inspecteur Borgman            | Seizoen 2   |
| Hans van Gelder     | Inspecteur Grimm              | Seizoen 2   |
| Peter Hoeksema      | Officier van Justitie Bentsen | Seizoen 2   |

## Afleveringen
Reeks 1, deel 1 (1992)
1. Dienst en Wederdienst
2. Tegen de lamp
3. Operatie rode kaart
4. Kind ontvoerd
5. Vergeef ons onze schuld
6. Vrouwelijk instinct
7. Requiem
8. Pasodoble
9. Op heterdaad
10. De naald
11. Mes op tafel
12. Een lege wieg
13. Chinese Toko

Reeks 1, deel 2 (1993)
1. Dood door schuld
2. Een ijzige reputatie
3. De peetvader
4. De uitspraak
5. Bloed onder de nagels
6. De harmonie van het toeval
7. Verdenkingen
8. Rumoer op zondag
9. Stress
10. Een tegen een
11. Giswerk
12. Verdacht van corruptie
13. De bom

Reeks 2 (1995)
1. De Ontheemde
2. De Gijzeling
3. Afgedankt
4. Het Bezoek
5. Wanhoopsdaden
6. Verdenkingen
7. Allen voor Een
8. De Afrekening
9. Kind van de Rekening
10. Observatie
11. Fatale maandag
12. Kat in het nauw
13. Het scherp van de snede

## Trivia
- De serie werd grotendeels opgenomen in het stadsdeel Amsterdam-Noord.
- Het politiebureau uit de serie zat aan de Rode Kruisstraat in Amsterdam-Noord.
- Vanaf afl. 2#1: 'De Ontheemde' uitgezonden in breedbeeld.